# Orectogyrus socius
Orectogyrus socius is een keversoort uit de familie van schrijvertjes (Gyrinidae). De wetenschappelijke naam van de soort is voor het eerst geldig gepubliceerd in 1943 door Ochs.